# Acacia pennata
Acacia pennata é uma espécie de leguminosa do gênero Acacia, pertencente à família Fabaceae.